# Gibellina (гриби)
Gibellina — рід грибів. Назва вперше опублікована 1886 року.

## Класифікація
До роду Gibellina відносять 3 види:
- Gibellina cerealis
- Gibellina concentrica
- Gibellina rehmiana